# Dinobots
Los Dinobots son personajes ficticios del Universo de Transformers. Ellos son un grupo de Autobots que se transforman en dinosaurios primitivos.

## Historia
Los Dinobots aparecen por primera vez en el cómic número 4 (“The Last Stand”). Antes por lo que la inclusión de los Dinobots y la aparición de Shockwave.
En el cómic Huffer le informa a Optimus Prime que al poco tiempo que los Autobots y Los Decepticons cayeran a la Tierra, el Arca detectó la presencia de un Decepticon, este Decepticon era Shockwave. Viendo la peligrosidad de Shockwave el Arca reacondicionó a 5 Autobots con las formas que creyó eran la vida local dominante dinosaurios y así nacieron los Dinobots (ya la razón por la que el Arca cuando revivió a los demás no detectó vida orgánica es otro asunto).
Los Dinobots fueron a emboscar a Shockwave quien en este preciso momento se percató de la sonda que lo había estado observando todo el tiempo y la destruye, en el presente, Ratchet manda una nueva sonda a investigar que es lo que ocurrió. La sonda inadvertidamente revive a Shockwave quien la destruye y se dirige hacia el Arca. Ya en el Arca ataca sorpresivamente venciendo a los Autobots.
Shockwave se vuelve el líder de los Decepticons y derroca a Megatron, el único Autobot que permanece operativo completamente (Optimus Prime está operativo pero solo como una cabeza cautiva) es Ratchet (que no estaba en el Arca cuando se dio el ataque) quien hace un acuerdo con Megatron por su vida a condición de vencer a Shockwave.
Ratchet se dirige a la Tierra Salvaje y comienza a buscar a los Dinobots, al primero que encuentra es a Slag a quien repara, mientras a la vez sondea sus recuerdos y así aprende que ocurrió en la batalla entre los Dinobots y Shockwave y cómo todos terminaron desactivados, los Dinobots en un charco de brea y Shockwave debajo de una montaña.
Ratchet reactiva a todos los Dinobots y los lleva a emboscar a Megatron. La batalla no dura mucho y los Dinobots son temporalmente derrotados, pero en un acto de heroísmo Ratchet vence a Megatron, Los Dinobots fueron manipulados por Shockwave quien este les lavo el cerebro debido a su minúscula inteligencia, poco tiempo después en la batalla Ratchet los convence a los Dinobots que ellos son realmente los enemigos.
Ratchet se marcha con los Dinobots a reactivar a los Autobots. Optimus planea robar la información necesaria para duplicar la tecnología Gestalt (con la que fue construido Devastator) por lo que piensa realizar un ataque a gran escala, descubrir el secreto y escapar. Como la batalla sólo sería una cubierta, sería un ataque y retirada rápido por lo que Grimlock no aceptó el plan y se retiró con sus Dinobots antes que el plan se ejecutara sería la primera de muchas oportunidades en que Grimlock estaría en desacuerdo con Prime y que se mostraría el deseo de los Dinobots de querer luchar hasta las últimas consecuencias.
Optimus Prime está aparentemente muerto por lo que los Autobots están a punto de elegir un nuevo líder, así que Grimlock regresa, Grimlock tiene una pequeña discusión con Perceptor acerca de su forma de ver la fuerza casi extraído literalmente de su tech spec y se marcha nuevamente con la idea de regresar y tomar el mando de todos los Autobots por la fuerza con sus Dinobots, pero no tiene que hacer nada ya que aparece Trypticon quien ataca al Arca. Grimlock aunque quería tomar el mando, no tenía pensado destruir a los demás Autobots por lo que se aleja un poco de la escena mientras duda un momento, hasta que se topa con una humana (que estaba en los alrededores buscando Dinosaurios por huellas que los Dinobots habían dejado cerca) quien no muestra miedo alguno hacia él lo que sorprende gratamente a Grimlock pensando en esto, se retira.
Poco después la humana es capturada por Wipe Out un decepticon lacayo de Trypticon quien la lleva a Trypticon. Cuando está a punto de ser asesinada, Grimlock ataca, seguido rápidamente por sus Dinobots. Snarl destruye a Wipe Out. Y todos los Dinobots arremeten contra Trypticon infringiéndole serios daños, por lo que bajo órdenes de Ratbat se repliega y regresa a Cybertron. Este incidente muestra nuevamente la gran lealtad que los Dinobots tienen entre sí y que pueden ser muy violentos, pero en su interior mantienen los mismos valores de los demás Autobots.
Ya en el Arca, los Autobots están agradecidos por la ayuda de los Dinobots y nombran Líder a Grimlock. Pero Grimlock no acepta, ya que considera que sus motivos fueron egoístas, pero después de un corto intercambio de palabras con Ratchet, Perceptor y Blaster, éstos lo convencen.
Grimlock como Líder Autobot: Muy poca paciencia, muy mal humor y muy poca tolerancia a las fallas y condescendencia hacia los humanos. Blaster y Goldbug son los primeros que sufren esto y al no cumplir con una misión (recuperar unas herramientas que robó el “Mechanic”) se auto exilian. Por algunos números más vemos como debido a las decisiones de Grimlock los Autobots comienzan a rebelarse contra él (aunque sus Dinobots siempre permanecen leales a él, como siempre lo harían). Pese a sus estúpidas decisiones y a su deseo de venganza (Budiansky se tomó demasiado en serio lo de “King Grimlock”) el Arca llega a ser reconstruida. Debido a los continuos escapes de Blaster. Grimlock ordena que el Arca misma lo persiga. Wheeljack mostrando admiración por Blaster convoca la ayuda de su viejo amigo Sky Linx quien termina en una pelea en el espacio con los Dinobots. Viendo el peligro en el que está Sky Linx (y principalmente unos niños que conoció varios números atrás) Blaster se entrega).
El enfrentamiento final entre Grimlock y Blaster se da en el número 41. El Arca se encuentra en el espacio cerca de la Tierra y la Steelhaven (la nave de Fortress Maximus) les da el alcance con la esperanza de que uniendo sus fuerzas se pueda revivir a Optimus Prime. Pero Grimlock al darse cuenta de la presencia de Goldbug y ver su liderazgo comprometido reta a Fort Max por el liderazgo.
Goldbug encuentra a Blaster cautivo en el Arca y lo convence de tomar el lugar de Fort Max en el duelo. Grimlock acepta y lucha contra Blaster. La batalla se desarrolla en la luna y la pelea es muy pareja. Este incidente es aprovechado por los Decepticons para atacar. Es así que los dos guerreros cesan sus hostilidades y regresan para apoyar a la armada Autobot, lo que hace que puedan repeler el ataque Decepticon. Por este acontecimiento Grimlock se da cuenta de todos sus errores como líder.
En la última aparición de los Dinobots de la época Budiansky. Optimus Prime está nuevamente al mando de los Autobots (fue reconstruido en Nebulos como un Power Master) y tanto Autobots como Decepticon se unen para enfrentar a Starscream que se posesionó del poder de la Underbase. Se organizan tres equipos. Y a Grimlock junto con Scorponok se le encarga dirigir el equipo que es designado para proteger Tokio. Starscream con el poder de la Underbase fácilmente destruye a los Dinobots. Grimlock consigue dispararle y cogerlo de un pie para que los pretenders lo ataquen. Pero Starscream lo eleva y hace que todo el fuego de los pretenders impacte en Grimlock poniéndolo fuera de línea inmediatamente Starscream en esta saga se baja a más de la mitad de los ejércitos Autobot y Decepticon, algunos nunca más son reactivados.
Debido a la amenaza de Unicron y que la única forma de detenerlo sería con la Matriz de Liderazgo Autobot, se organizan equipos Autobot para buscarla La matriz se encontraba en el antiguo cuerpo de Optimus Prime que fue enviado en un ataúd al espacio en su primera muerte.
Ahora Prime estaba en su cuerpo de Power Master y es el equipo de los Classic Pretenders (Grimlock con Jazz y Bumblebee) quien la encuentra pero la Matriz ha probado sentimientos negativos (dolor, ira, tristeza, odio) y ha alterado varios seres a los que ha vuelto violentos por lo que no es tan fácil recuperarla, lo que al final hace el Decepticon Thunderwing quien vence a los Classics Pretenders. 
En todo el proceso de la búsqueda vemos como Grimlock comienza a mostrar sentimientos de vacío y soledad (y por momentos culpa por la falta de sus Dinobots, a lo que Jazz le responde que sólo con la Matriz podrían revivirlos a lo que el piensa que aunque no la encuentren, él verá como hacerlo lo que logra, como veremos después.
Grimlock sin importarle nada saca a sus Dinobots de las cápsulas estasis del Arca y se las lleva a Hydrus Four donde según los rumores habría una cura. Durante esto rompe varias reglas, pero observamos principalmente que para él, lo más importante no son las reglas sino sus soldados y esta lealtad como ya lo hemos dicho la veremos siempre, de ellos hacia él y de él hacia ellos.
Grimlock llega a Hydrus Four y pasa por muchas peripecias hasta alcanzar el Nucleón. Se le advierte que sus efectos pueden y hasta ahora lo han sido en todos los casos dañinos. Por lo que se somete personalmente a la “cura” antes de dársela a sus Dinobots; y así al sentirse más poderoso que antes la usa en ellos. Como le dice uno de los guardianes del nucleón, sólo el tiempo dirá que pasa Grimlock revive a los Dinobots y se lleva una buena parte del Nucleón para revivir a todos los Autobots desactivados en el Arca muchos son asesinados por Starscream en la saga de la Underbase, pero comienza a sentir los primeros estragos de los efectos del Nucleón no se puede mover una pierna por un momento y se dirigen hacia el Arca, cuando llegan no encuentran a nadie a bordo todos descendieron a la Tierra a hacer una alianza con Scorponok para unir fuerzas contra Unicron y de ahí fueron teletransportados por Primus posesionado del cuerpo de Xaaron a Cybertron y Grimlock sigue sintiendo su cuerpo extraño (su mano se congela). Mientras eso, Sludge y Snarl comienzan a suministrar Nucleón a los Autobots que se encuentran en cápsulas estasis en el Arca. Swoop programa el Arca para poder pilotearla él solo y se dirigen a Cybertron.
En Cybertron la gran batalla contra Unicron ha comenzado y las bajas son grandes en la alianza Autobot-Decepticon, en la batalla Primus es destruido y Scorponok muere heroicamente, en plena batalla llega el Arca que se estrella dándole un golpe a Unicron en la cara y de su interior salen los Dinobots y todos los Autobots resucitados por el Nucleón, que junto al ataque de la Matriz de Liderazgo Autobot que viene con el cuerpo de Thunderwing y al ataque de Circuit Breaker le da un poco de tiempo a Optimus Prime para liberar el bien de la Matriz de Liderazgo y destruir a Unicron en un ataque suicida.
Grimlock es nombrado nuevamente Líder de los Autobots por un Prime moribundo y comienza su mandato con altos y bajos, Prowl estaría al lado de Grimlock recordándole sus deberes y llamándole la atención, en una de sus primeras acciones, decide ir con sus Dinobots a buscar a los Autobots que no han sido reactivados aún (que están en el Arca que ha sido robada por Starscream y Shockwave). En el proceso de la búsqueda se da una de las conversaciones más interesantes entre Swoop y Grimlock. Swoop le recrimina su conducta (él ahora es el Líder de los Autobots y su actuar puede hacer peligrar la alianza que se formó para enfrentarse a Unicron), Grimlock le responde que la guerra nunca fue por Cybertron o para detener a los Decepticons, sino que todo es cuestión de genética. Primus sin saberlo creó lo que a la larga serían dos razas de Transformers: Autobot y Decepticon, por lo que la guerra irremediablemente se reiniciaría, ya que tanto odio y dolor acumulado por millones de años no se acabaría tan fácilmente.
Terminando de decir esto, Grimlock se queda inmovilizado, el nucleón lo ha paralizado. En este momento aparece el Power Master de Optimus (HiQ) quien es perseguido por unos monstruos que comen Transformers (creados por Primus y encerrados en las profundidades de Cybertron que al haber muerto él, se liberan). Una batalla comienza ya que los Dinobots no dejarían abandonado a su líder. Lo que es mejor descrito por Swoop: “¡Somos Dinobots, permanecemos juntos, peleamos juntos y morimos juntos si es necesario! Eso es mejor que vivir sabiendo que abandonamos a un camarada…”
Grimlock se siente orgulloso de ellos pero piensa que un destino peor les puede ocurrir por el Nucleón. En ese momento HiQ ve a Grimlock y se da cuenta de que en realidad no está paralizado, sino que está en un proceso de cambio y él como Power Master lo acelera aunque también lo afecta a él.
Grimlock renace como Action Master y con un poder increíble comienza a repeler el ataque de los monstruos justo como para salvar a Swoop y cuando está a punto de matar a uno de los monstruos a sangre fría HiQ lo convence de no hacerlo y Grimlock responde con una frase que resonaría en lo que resta del cómic de G1 y hasta G2: “Yo ser Autobot, no Decepticon. Pero más importante que nada, yo ser líder ¡ejemplo para otros! Yo prometer cuidar de la vida ¡Siempre!”.
Pero convertirse en Action Master tiene un precio y Grimlock ya no se puede transformar como los Dinobots no encuentran el Arca entonces regresan a la base de operaciones junto con HIQ que guarda un importante secreto.
Los análisis de Blaster indican que Cybertron sin Primus se está desintegrando por lo que la alianza se organiza para abandonar al planeta, pero Grimlock tiene previamente un encontrón con Prowl a quien pone en su lugar y posteriormente con Fangry que no es muy obediente que digamos a quien pone en su lugar (a éste, a diferencia de Prowl, de manera violenta por lo que Prowl para evitar problemas con Bludgeon (quien al morir Scorponok asumió el mando)y los Decepticons les cuenta todo el plan de escape y el plan a largo plazo de colonizar un mundo deshabitado y se les permite abandonar el planeta primero. 
Bludgeon ya en el espacio rompe el pacto y organiza a sus Decepticons para atacar algún planeta cercano y tomar lo que necesiten a la manera Decepticon y recomenzar su imperio. En Cybertron los Autobots se dan cuenta de que sus naves han sido saboteadas de manera irreparable…Pero Grimlock tenía otros planes y estaba preparado y llega con tres naves Decepticon robadas y escondidas hace millones de años antes que el Arca se estrellara contra la Tierra, lo que además muestra que los 5 Dinobots siempre trabajaron juntos y por algo fueron reactivados para enfrentar a Shockwave y que sus planes nunca eran necesariamente a corto plazo) por si eran necesitadas en una emergencia y además que había puesto rastreadores en las naves de Bludgeon para perseguirlos, ya que nunca confío en ellos. Los Autobots abordan las naves y persiguen a los Decepticon que se dirigen al planeta de Klo.
Los Autobots llegan a Klo. Grimlock ve que Stranglehold está atacando a unos locales y se lanza en su defensa (seguido del resto de los Dinobots) y así es como son emboscados por los Decepticons (ya que encontraron los rastreadores), al igual que destruyen las naves Autobot. De toda la conflagración sólo sobreviven Grimlock, Slag, Prowl, Blaster y Kup por lo que su destino está casi marcado y es en ese instante que son encontrados por un comando Decepticon. Grimlock puede desquitarse de Fangry a quien atraviesa de un golpe y los 5 Autobots se defienden como pueden…
En otro lugar Bludgeon se queda estupefacto al ver que Prime llega a Klo quien este aparentemente estaba muerto que es el último Transformer que Primus creó personalmente y que tiene una parte importante de su poder, por lo que comienza a revivir a los Autobots muertos en batalla y a explicar que la guerra debe de terminar. Cuando Prime iba a ser atacado por la espalda, llega Grimlock quien lo salva y con las fuerzas combinadas de los Autobots revividos y el equipo de Grimlock, los Decepticons huyen, Cybertron con la ayuda de El Último Autobot ha sido restaurado y los Autobots pueden regresar a su hogar…
Grimlock, aunque se maneja bastante el concepto de los Dinobots como un grupo cohesionado (con facilidad el más integrado de todos los comandos, sean Autobot o Decepticon).
Los Dinobots nunca fueron débiles de inteligencia en el cómic, sino extremadamente rebeldes y subversivos comenzaron como poco amantes de la paz y progresivamente se convirtieron en mayores defensores de la vida y del bien, el que cambió más fue Grimlock, En un inicio era un salvaje malhumorado e impulsivo y terminó siendo un líder competente con errores pero con mucha idea táctica y preocupado de sus soldados y del bienestar de todos.
Los Dinobots en el Cómic:
- Grimlock: Tyrannosaurus rex
- Slag: Triceratops
- Sludge: Brontosaurus
- Snarl: Stegosaurus
- Swoop: Pteranodon
- Paddles: Elasmosaurus

### Transformers: Generación 1
Los Dinobots fueron creados en la Tierra por los Autobots cuando ellos accidentalmente descubrieron un lugar lleno de Dinosaurios. Optimus Prime junto con Spike fue a conocer un museo de Dinosaurios fósiles, Optimus Prime y los Autobots se quedaron asombrados al ver su tamaño y fuerza de esas criaturas pre-históricas, a Wheeljack se le ocurrió construir un ejército de Autobots con modo alterno de Dinosaurio principalmente el diseño corrió a cuenta de Ratchet y Chip Chase colocándoles una fuerte aleación de metal. Al comienzo se crearon 3: Grimlock (Tiranosaurio Rex), Slag (Triceratops) y Sludge (Brontosaurio). Los Dinobots al principio eran muy peligrosos, carecían de cerebro lo cual destruyeron parte del Arca e hirieron a varios Autobots. En ese momento Optimus Prime le ordena a Wheeljack desconectarlos. Cuando los Autobots (A excepción de Bumblebee y Wheeljack quienes tenían que cuidar el Arca a pedido de Optimus Prime) fueron a intentar detener a Megatron y sus secuaces Decepticons cuando ellos decidieron tomar una planta de energía para obtener energon. Tomaron de rehenes a los Autobots en ese momento iban a ser ejecutados, ya que aparece Bumblebee espiando el área decide regresar al Arca y Wheeljack reactiva a los Dinobots poniéndoles un upgrade cerebral a cada uno de los 3 dejando de ser peligrosos eran bastante torpes, aunque extremadamente fuertes. En ese momento Bumblebee y Wheeljack junto con los Dinobots salieron a rescatar a sus compañeros Autobots y al final los Dinobots humillaron a los Decepticons dejando fuera de combate a Megatron, Starscream es derribado por Grimlock junto con Thundercracker, Skywarp y Soundwave son derribados por Slag y Rumble es derribado por Sludge en ese momento Megatron decide tomar la retirada ya que los Dinobots eran extremadamente fuertes.
Desde el momento de su creación existieron algunos problemas de agresividad, posteriormente se comisionó la creación de 2 Dinobots más, Swoop (Pteranodonte) y Snarl (Estegosaurio) y se programó un upgrade cerebral al igual que los 3 primeros. Luego los 3 primeros Dinobots son engañados por Megatron y, cuando Optimus Prime salvó a Grimlock de una explosión, el líder Dinobot se dio cuenta de su error y volvió con los Autobots, durante las dos primeras temporadas los Dinobots actúan como un comando especial de Elite de los Autobots cuando las cosas no podían ser resueltas por los Autobots simples y ver como los Decepticons trataban de deshacerse de ellos a cada oportunidad en el episodio de 2 partes Las Isla de los Dinobots se vee que los Dinobots encuentran un nuevo hogar en una isla perdida en donde habitaban muchos Dinosaurios en donde Megatron noto una cantidad de energon en dicha isla decide invadirla pero los Dinobots fueron a enfrentarlos pero Megatron utilizó a los Dinosaurios reales en contra de los Dinobots, cayendo a un lago de petróleo dejándolos fuera de combate, en ese entonces los Decepticons creyeron que ya acabaron con los Dinobots, Grimlock se libera junto con sus compañeros y en venganza decide crear un ejército de dinosaurios, domando a los Dinosaurios de la isla y usarlos para acabar con los Decepticons, en ese entonces Grimlock juntos con los Dinosaurios de la isla enfrenta nuevamente a Megatron lo cual no lo logra vencerlos y decide nuevamente tomar la retirada.
El rol muy importante fue en La Deserción de los Dinobots un episodio de 2 partes en el que debido a que los Autobots y los Decepticons establecidos en la tierra dejan de funcionar por la falta del Cybertronium (a los Dinobots no les afecta porque fueron creados en la Tierra) desafortunadamente en los Autobots, los Dinobots se rebelaron contra Optimus Prime y ya no quería ayudar y querían tomar el liderazgo Autobot son enviados a Cybertron y fueron secuestrados por Shockwave y sus drones Sentinelas, Swoop pudo escapar ya que era el único que podía volar fueron exclavizados para traer el mineral para los Decepticons, y es que a diferencia de sus hermanos, se podría decir que Swoop es el Dinobot más amigable de los 5 agregando a esto que su relación son los otros Autobots, decide ayudar a Spike y Carly quienes fueron a Cybertron y Spike es secuestrado por Shockwave, mientras que Spike planea junto con Grimlock ellos logran escapar y traer todo el Cybertronium a la tierra y así salvaron a todos los Autobots tanto como los Decepticons.

#### Batalla en Ciudad Autobot Año 2005
Es el año 2005, los Decepticons toman el control en Cybertron casi por completo. En una nave Autobot robada en donde previamente mueren heroicamente Brawn, Prowl, Ratchet, Ironhide, Wheeljack y Windcharger los Decepticons atacan Ciudad Autobot, la batalla es encarnizada y los Autobots son superados en número y fuerzas. Blaster por orden de Ultra Magnus envía una señal de auxilio a Optimus Prime que no se conoce si llegó a su destino.
En ese momento aparentemente todo estaba perdido, llega la nave de Optimus Prime con los Dinobots, Hound y Sunstreaker, los Dinobots que en toda la película se muestran como 4 debido a los constantes errores de anime, excepto en una pequeñísima escena son enviados por Optimus Prime a destruir a Devastator y logran detenerlo, poco tiempo después Megatron lucha con Optimus Prime lo cual ambos quedaron gravemente heridos en ese entonces muere Optimus Prime y Megatron pasaría a ser Galvatron por obra de Unicron quien lo reconstruyó junto con algunos secuaces quienes también fueron modificados y evolucionados.
Para los Dinobots Hot Rod y Kup los consideran gigantes poderosos pero payasos lo que sería la forma con la que se les conocería en prácticamente toda la tercera temporada, ya que los Dinobots de gigantes agresivos y carentes de razón pasarían a ser torpes, payasos y más apto para público infantil.

#### Después de la Batalla de Ciudad Autobot
En la tercera temporada los Dinobots aparecen en algunas ocasiones y principalmente en su forma animal. De los 5, el que más destaca es Grimlock quien tendría 2 papeles muy importantes.
Grimlock es producto de un accidente en el que se volvería extremadamente inteligente y crea a los Technobots, el equipo de Scattershot, Nosecone, Afterburner, Strafe y Lightspeed que juntos forman a Computron a los que les pasa su gran inteligencia volviendo a ser el mismo personaje cómico de la serie , Los Technobots forman a Computron y logran convertirse en el Gestalt más inteligente de todos.
Grimlock convoca a todos los "primitivos" (todos los transformers con forma animal) para enfrentar a Tornatron quien como Unicron fue creado por Primacron quien este quitando toda la energía a la galaxia. El junto con sus compañeros Dinobots les explica que solo ellos podrían destruir a Tornatron. Todos los primitivos son vencidos, con excepción de Grimlock que logra destruir a Tornatron.
En la cuarta temporada no dura lo suficiente como para que los Dinobots, debido a que se dio de conocer 3 capítulos.
Los Dinobots en la serie G1:
- Grimlock: Tyrannosaurus Rex
- Slag: Triceratops
- Sludge: Brontosaurus
- Snarl: Stegosaurus
- Swoop: Pteranodon
- glorch : ankylosaurus

### Cómics

#### Marvel Comics
Los Dinobots son Autobots cybertronianos y funcionan como un equipo de operaciones especiales de élite Autobot bajo el mando directo de Grimlock. La lealtad de los Dinobots entre ellos es anterior a su lealtad a otros Autobots. En Cybertron, Grimlock y los Dinobots lanzaron exitosas redadas contra las fuerzas de Decepticon sin el conocimiento de los líderes Autobot. Los Dinobots estaban a bordo del Arca con los otros Autobots cuando se estrellaron en la Tierra, se reactivaron con la computadora de la nave y lucharon contra Shockwave cuando aterrizó en la Tierra en busca del Arca. Se fueron antes de que los otros Autobots se reactivaran.
Dos años después de la serie estadounidense Marvel, Optimus Prime fue asesinado, seguido pronto por Megatron. Grimlock se coronó rey de los Autobots y permaneció en esa capacidad hasta que Fortress Maximus llegó a la Tierra. En los cómics de Transformers: Generation 2 que siguieron al cómic de los EE. UU., Los Dinobots lideraron las misiones contra los esfuerzos de formación de los Decepticons, y regresaron a la Tierra con Optimus Prime y los Autobots en respuesta a una baliza de emergencia activada por G.I Joe.

#### Dreamwave Productions
Los Dinobots aparecieron en el Universo Generación Uno de Dreamwave , esta vez con un origen ampliado. Poco antes del segundo arco de la historia de War Within, "The Dark Ages", Grimlock creó un grupo de ataque especializado llamado Lightning Strike Coalition. Cinco miembros de este grupo se convertirían en los Dinobots en la Tierra. En el momento de la "Era de la Ira", actuaban como guardaespaldas de Grimlock, y aún no tenían la lealtad absoluta por la que los Dinobots serían conocidos más adelante.
En su primera aparición en la serie de la Generación Uno, los Dinobots fueron enviados a la Tierra para descubrir qué había pasado con el Arca desaparecida. Se encontraron con los Decepticons, que se convertirían en los Insecticons, y ambos bandos se lanzaron mutuamente al bloqueo de estasis. Los Dinobots mataron a Octane y robaron su nave, pero se encontraron con problemas cuando las fuerzas locales de Autobot creyeron que eran traidores y les dispararon. Reparados por los Autobots, quienes ya estaban convencidos de sus intenciones, participaron en el asalto final en Shockwave, donde Grimlock rescató a Magnus y Optimus Prime.

## Transformers Animated
En Transformers Animated Los Dinobots eran dinosaurios animatrónicos de un parque de diversiones, hasta que la llave de Sari Sumdac les da la vida. En esta versión, los Dinobots son Grimlock (Tiranosaurio), Snarl (Triceratops, más similar al Slag original que al Snarl original), y Swoop (Pterodáctilo), Prowl los reubica en una isla donde puedan vivir en paz, pero cada cierto tiempo aparecen villanos que manipulan a los Dinobots, poseen armas de uso primitivo lo cual les hace ver más prehistóricos.
Dinobots:
- Grimlock: Tiranosaurio Rex  a.k.a Henchi Rex

- Snarl: Triceratops
- Swoop: Pterodactilo

Se dice que iban a salir los 2 siguientes Dinobots y que iban a forman a un poderoso Gestalt llamado Dinotitan quien iba a ser un Gestalt de los Autobots muy potente ya que esto iba a ser de esa manera pero por falta de tiempo no se pudo debido a que se finalizó la serie animada.
Dinobots en línea de juguetes con el modo Gestalt Dinotitan:
- Grimlock - forma las entrepiernas, el pecho, el torso y la cabeza.
- Slag - forma la pierna derecha.
- Sludge - forma el brazo derecho.
- Snarl - forma la pierna izquierda.
- Swoop - forma el brazo izquierdo.

Los Dinobots combinados forman a Dinotitan, que solo ha aparecido en versión juguetes de acción para la serie de Transformers Animated, pero en TV nunca debutó, ni en la serie original, además, cabe citar, que de los tres dinobots faltantes en la serie animated, fueron complementarios como juguetes posteriormente finalizada la serie, o sea que salieron a la venta al tiempo que se dio a conocer la aparición del Gestalt Dinotitan como la unidad transformable combinada.

## Películas de acción real

### Transformers: la era de la extinción
Los Dinobots fueron introducidos en la cuarta entrega cinematográfica de Transformers dirigida por Michael Bay. Estos son los siguientes Dinobots principales en Transformers: la era de la extinción.
- Grimlock: (Líder de los Dinobots) Tiranosaurio Rex
- Strafe: Pteranodon de dos cabezas.
- Slug: Triceratops.
- Scorn: Spinosaurus con dos aletas.

En la película, los Dinobots (algunos de ellos, al menos) fueron capturados a bordo de la nave  "Knight Ship" de Lockdown como trofeos hasta que los Autobots desvincularon esa sección para liberar a Optimus Prime. Cuando finalmente la nave se estrelló en China, Optimus decidió que había llegado el momento de reforzarse para combatir a las fuerzas de Galvatron y liberar a los Dinobots, llamándolos para que se unieran a él. Grimlock luchó contra Optimus por el dominio, pero fue derrotado, y los Dinobots acordaron ayudar a los Autobots. El tamaño masivo, la fuerza y la ferocidad de los Dinobots convirtieron la marea de la batalla a favor de los Autobots en el momento oportuno, venciendo rápidamente los prototipos en Hong Kong hasta que Lockdown volvió. Los Dinobots estaban atrapados en el vórtice magnético de Lockdown, pero Optimus lo destruyó, liberando a los Dinobots. Los Dinobots ayudaron a sostener un puente para que Joshua Joyce pudiera llegar a la seguridad con la Semilla. Después de la batalla, Optimus liberó a los Dinobots de su comando, permitiéndoles vagar libres en la Tierra, y los Dinobots se separaron en buenos términos con los Autobots y salieron por su cuenta.

### Transformers: el último caballero
Sólo Grimlock y Slug regresan en esta quinta entrega cinematográfica de Transformers dirigida por Michael Bay y solo 3 aparecen en tamaño miniatura en Transformers: el último caballero.
- Mini-Grimlock: Se transforma en un Tyrannosaurus mecánico de cuernos en miniatura que escupe fuego.
- Mini-Slug: se transforma en un Triceratops de miniatura mecánica que escupe pinchos de fuego.
- Mini-Strafe: Se transforma en una miniatura mecánica de Pteranodon.

En la película, los Dinobots se refugiaron con los otros Autobots en el depósito de chatarra de Cade Yeager. Como sus modos alternos eran demasiado llamativos, se ocultaron cavando túneles subterráneos y sólo saliendo a alimentarse. En algún momento, los Dinobots comenzaron a reproducirse por medios desconocidos y dieron a luz al menos tres Dinobots bebés. A diferencia de sus contrapartes más grandes, los Mini-Dinobots pasaron la mayor parte de su tiempo en la casa de Cade. Cuando los Decepticons encontraron la base y atacaron, Grimlock y Slug salieron de su escondite para defender a sus bebés y amigos Autobots. Después de la batalla, los Dinobots volvieron a esconderse con la mayoría de los refugiados Autobots y no participaron en la batalla final contra Quintessa.